# 羅馬尼亞的土耳其人
羅馬尼亞的土耳其人，是羅馬尼亞的少數民族。根據2011年人口普查，全國有28,226個土耳其人，佔人口0.15%，其中81.1%住在靠近黑海的多布羅加，21,014人住在康斯坦察縣，1,891人住在圖爾恰縣，2,388人住在首都布加勒斯特。

## 歷史
鄂圖曼帝國在15世紀把羅馬尼亞變成帝國內自治王國，開始有土耳其人生活在羅馬尼亞，在17世紀很多多布羅加土耳其人居住點也有土耳其語稱呼。